# Bromeloecia seltzeri
Bromeloecia seltzeri är en tvåvingeart som beskrevs av Marshall 1983. Bromeloecia seltzeri ingår i släktet Bromeloecia och familjen hoppflugor. Inga underarter finns listade i Catalogue of Life.